# Crölpa-Löbschütz
Crölpa-Löbschütz este o comună din landul Saxonia-Anhalt, Germania.